# Улица Новаторов (Казань)
Улица Новаторов (тат. Новаторлар урамы, Novatorlar uramı) — улица в Советском районе Казани. 

## География
Начинаясь от улицы Ершова, заканчивается у спуска, немного не доходя до одноимённой остановочной платформы. Нумерация домов ведётся от улицы Ершова. Ранее пересекалась с улицами Трактовая и Конечная.

## История
Улица возникла во второй половине 1930-х годов под названием Царицынская как часть небольшого посёлка, находившегося за психиатрической больницей и в конце 1930-х была переименована во 2-ю Сибирскую улицу.
На конец 1930-х годов на улице находились три дома: №№ 1, 2/2 и 3, все частные. В начале 1960-х годов они были снесены, попав в зону застройки домами (в основном ведомственными) жилого массива Новатор (или «Куба»); тогда же улице было присвоено её современное имя.
В конце 2010-х — начале 2020-х годов зелёная зона за железнодорожной больницей и овраг улиц Галеева–Новаторов, окружавшие улицу, были отданы под застройку 19–22-этажными домами фирмам, связанным с депутатом ГС РТ Рустамом Сабировым и депутатом Казгордумы Ильёй Вольфсоном, несмотря на протесты местных жителей.
С момента образования входит в состав Молотовского (с 1957 года Советского) района.

## Примечательные объекты
- угол улиц Ершова и Новаторов — здание железнодорожной больницы (1988 год, архитектор Владимир Белицкий[тат.]).[18]
- №№ 1, 2, 2а, 3, 4, 4а, 5, 6, 7, 8, 9, 10, 11, 12, 16 — жилые дома Казанского отделения ГЖД.[19]
- № 1а — детский сад № 155 (бывший ж/д станции Казань).[20]

## Транспорт
Общественный транспорт по улице не ходит. Ближайшая остановка общественного транспорта — «Советская площадь» (автобус, трамвай, троллейбус), — находится на её пересечении с улицей Ершова.

## Известные жители
На улице проживал писатель Гариф Ахунов (дом № 4а, установлена мемориальная доска).